# اندرو برانسون
اندرو برانسون (انگلیسی: Andrew Brunson؛ زادهٔ ۳ ژانویهٔ ۱۹۶۸) یک کشیش آمریکایی است که در ترکیه مستقر بود. در اکتبر ۲۰۱۶ بعد از کودتای نافرجام ۲۰۱۶ ترکیه علیه رجب طیب اردوغان و همزمان با پاکسازی ۲۰۱۶–۲۰۱۷ در ترکیه و دستگیری ده‌ها هزار نفر از نظامیان، کارمندان و … دستگیر شد. او یک کشیش مسیحیت انجیلی در یک کلیسای پروتستانتیسم کوچک در ازمیر بود. در ۲ سپتامبر ۲۰۱۷ اردوغان پیشنهاد داد که برانسون را با فتح‌الله گولن که در کودتا دست داشته و در تبعید در آمریکا می‌باشد، معاوضه کنند ولی معاون رئیس‌جمهور ایالات متحده آمریکا، مایک پنس، در ۲۶ ژوئیه ۲۰۱۸ از ترکیه خواست که برانسون را بدون قید و شرطی آزاد کنند، در غیر اینصورت با تحریمهایی روبرو می‌شوند.
در ۱ اوت ۲۰۱۸ وزارت خزانه‌داری ایالات متحده آمریکا دو نفر از مقامات بالای ترکیه که در دستگیری برانسون دست داشتند، تحریم کرد.
در ۱۲ اکتبر ۲۰۱۸ دادگاهی در شهر ازمیر در حکمی جدید، این کشیش آمریکایی را به تحمل سه سال زندان محکوم کرد اما یادآور شد که با توجه به دو سال حبس و سپس بازداشت خانگی او، «مدت مجازات وی طی شده» و دادگاه به پایان بازداشت خانگی و لغو ممنوعیت خروج او از ترکیه فرمان می‌دهد.

## آزادی
در ۱۳ اکتبر ۲۰۱۸ برانسون با یک هواپیمای آمریکایی از ترکیه به آلمان و از آنجا به آمریکا پرواز کرد و بعد از ظهر روز شنبه با دونالد ترامپ، رئیس‌جمهوری آمریکا در کاخ سفید ملاقات کرد.
دونالد ترامپ، رئیس‌جمهور آمریکا طی دیدارش با کشیش برانسون در حضور مایک پمپئو و جان بولتن گفت: «برای آزادی او باج پرداخت نشد.» وی از رجب طیب اردوغان، رئیس‌جمهوری ترکیه و مردم ترکیه نیز تشکر کرد.